# Альвар Гульстранд
Альвар Гульстранд (швед. Allvar Gullstrand; 5 червня 1862, Ландскруна, Швеція — 28 липня 1930, Стокгольм, Швеція) — шведський офтальмолог, лауреат Нобелівської премії з фізіології і медицини в 1911 році.
На вшанування пам'яті про науковця названо його іменем метеоритний кратер на зворотному боці Місяця.